# Caméra grand angle du ciel

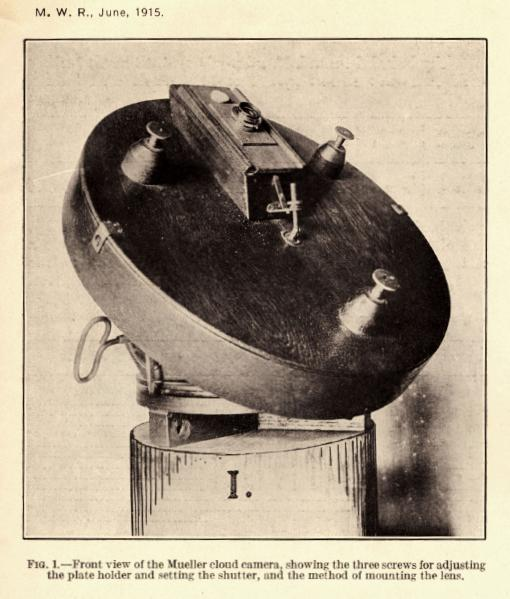
Caméra historique de Mueller (vers 1905) qui sera modifié par Fassig pour prendre des images publiées en 1915 dans Monthly Weather Review

Une caméra grand angle du ciel est un appareil photographique spécialement conçu pour la météorologie. Il peut utiliser un objectif fisheye extrêmement grand pointé vers le zénith pour obtenir une vue hémisphérique du ciel ou un miroir concave pointé vers le ciel avec un appareil photographique à son foyer. Ce type de caméra peut être également utilisé pour l'étude de la canopée et le calcul de la radiation solaire arrivant au sol pour la micrométéorologie urbaine.

## Histoire
En 1905, Mueller décrit une chambre noire avec un trou décentré monté à 45 degrés de l'horizon et effectuant une rotation autour de cet axe. Dans le fond de la boîte se trouve un film qui enregistre l'image au fur et à mesure que le trou défile. En 1911, R. W. Wood un professeur de physique expérimentale à l'université Johns-Hopkins, décrit un bac rempli d'eau avec un couvercle percé d'un trou de 3 cm de diamètre au-dessus duquel est placé un miroir percé d'un trou d'aiguille. En utilisant les propriétés de la réfraction entre l'air et l'eau, il montre comment il a pu obtenir une photographie du ciel entier sur une plaque photographique au fond du bac. Cependant, le problème principal est que la plaque est immergée.
Une des premières mentions d'une caméra pratique ayant pris des photos est faite dans la revue Monthly Weather Review de juin 1915. Le météorologue Fassiq y décrit l'utilisation d'une caméra ayant 90 degrés d'ouverture placée à un angle d'élévation de 45 degrés et tournant sur un axe vertical de telle sorte qu'en prenant une série de photos en azimut il a pu obtenir une vue panoramique du ciel. Les premiers résultats utilisant un miroir concave et une caméra au foyer date de 1933.
Quel que soit le montage, il y a toujours une distorsion de projection sur une carte horizontale à partir de données provenant d'une surface concave. Depuis les premiers essais, les chercheurs tentent de trouver une forme optimale pour minimiser cette distorsion.

## Usages
En météorologie, la caméra grand angle du ciel est utilisée pour estimer la proportion du ciel qui est couverte par les nuages et sa variation temporelle, la quantité de rayons ultraviolets qui atteint le sol, la polarisation de la lumière, le calcul de la base des nuages et l'estimation des vents en altitude par le déplacement des nuages.
Ces appareils peuvent être munis d'un mécanisme de poursuite de la position du soleil déplaçant un masque pour bloquer ses rayons directs afin d'éliminer l'effet de surexposition. Ils peuvent aussi être munis d'un système de luminosité normalisé qui adapte la sensibilité du capteur pour obtenir le même effet.
En utilisant deux caméras grand angle du ciel en configuration stéréoscopique, il est possible de calculer la hauteur de la base des nuages et leur déplacement.

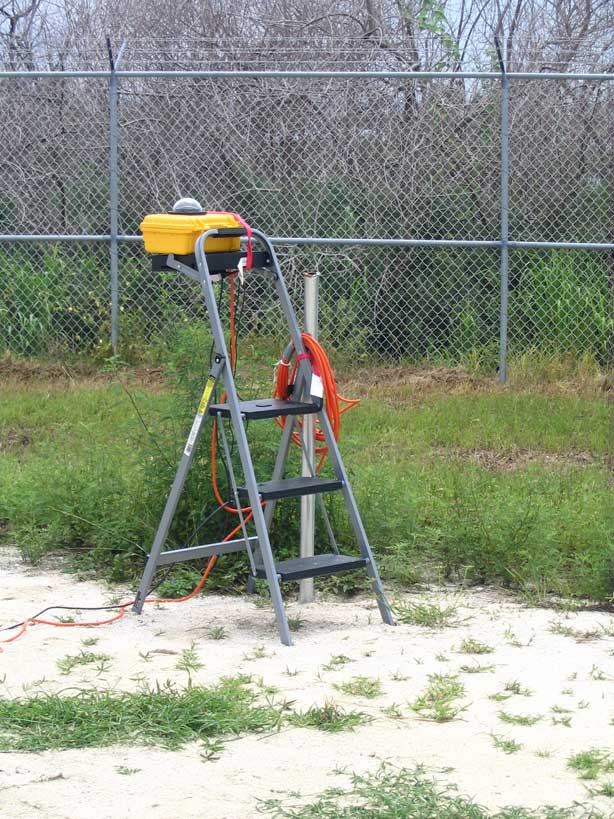
Caméra à objectif Fish-eye au centre spatial Kennedy durant une expérience.
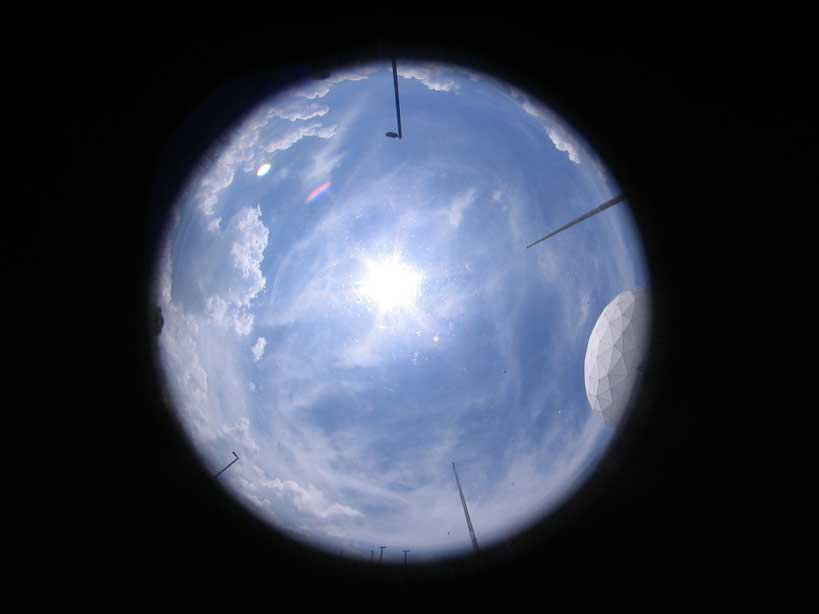
Image prise par la caméra au centre spatial Kennedy le 24 juillet 2009
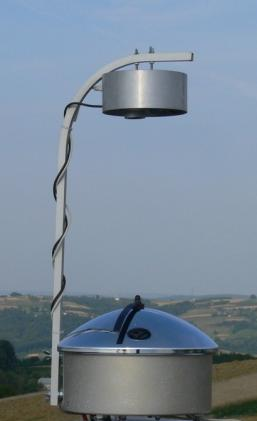
Réflecteur surmonté d'une caméra au foyer.
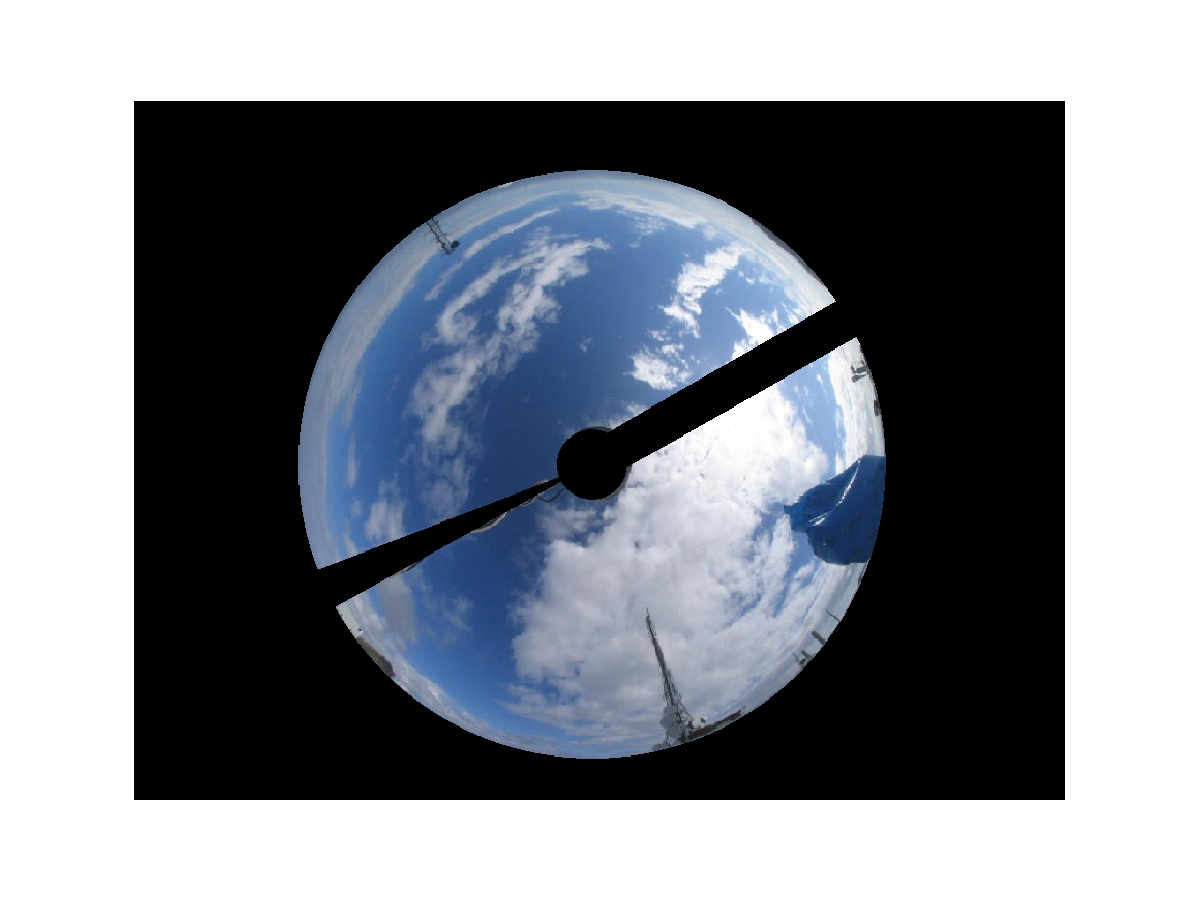
Image prise par la caméra au foyer où le masque du soleil est visible.